# Gandolph von Kuenburg
Gandolph von Kuenburg (12. května 1841 Brantice – 2. března 1921 Salcburk) byl rakousko-uherský, respektive předlitavský politik, v letech 1891–1892 německý ministr-krajan Předlitavska.

## Biografie
Jeho otcem byl soudce a politik Amand von Kuenburg (1809–1886), dlouholetý zemský hejtman Slezska.
Gandolph vystudoval právo na Karlo-Ferdinandově univerzitě v Praze a na Vídeňské univerzitě. Od roku 1863 působil jako státní úředník v soudní oblasti. V roce 1892 se stal předsedou soudního senátu na nejvyšším soudním dvoře. V roce 1874 se stal poslancem Hornorakouského zemského sněmu ve velkostatkářské kurii za Stranu ústavověrného velkostatku.
Roku 1888 se stal poslancem Říšské rady (celostátní zákonodárný sbor), kde zastupoval městskou kurii, obvod Linec, Urfahr atd. Do parlamentu nastoupil 25. ledna 1888 místo Moritze Eignera. Mandát obhájil za týž okrsek i ve volbách roku 1891 a ve vídeňském parlamentu setrval do konce funkčního období sněmovny, tedy do roku 1897.
Na Říšské radě zastupoval koncem 80. let německý liberálně národovecký klub Sjednocená německá levice. I ve volbách roku 1891 byl na Říšskou radu zvolen za klub Sjednocené německé levice.
2. února 1891 se stal německým ministrem-krajanem ve vládě Eduarda Taaffeho. Ve vládě setrval do 27. listopadu 1892. Byl prvním německým ministrem-krajanem. Šlo o nový vládní post bez portfeje, jehož držitel v kabinetu reprezentoval zájmy německojazyčné části obyvatelstva monarchie (podobně jako český ministr-krajan nebo polský ministr pro haličské záležitosti).
Od roku 1897 byl doživotním členem Panské sněmovny. V Linci a Salcburku se rovněž angažoval v četných kulturních organizacích. Byl dlouholetým prezidentem nadace Internationale Stiftung Mozarteum.